# Rodeiro (Spagna)

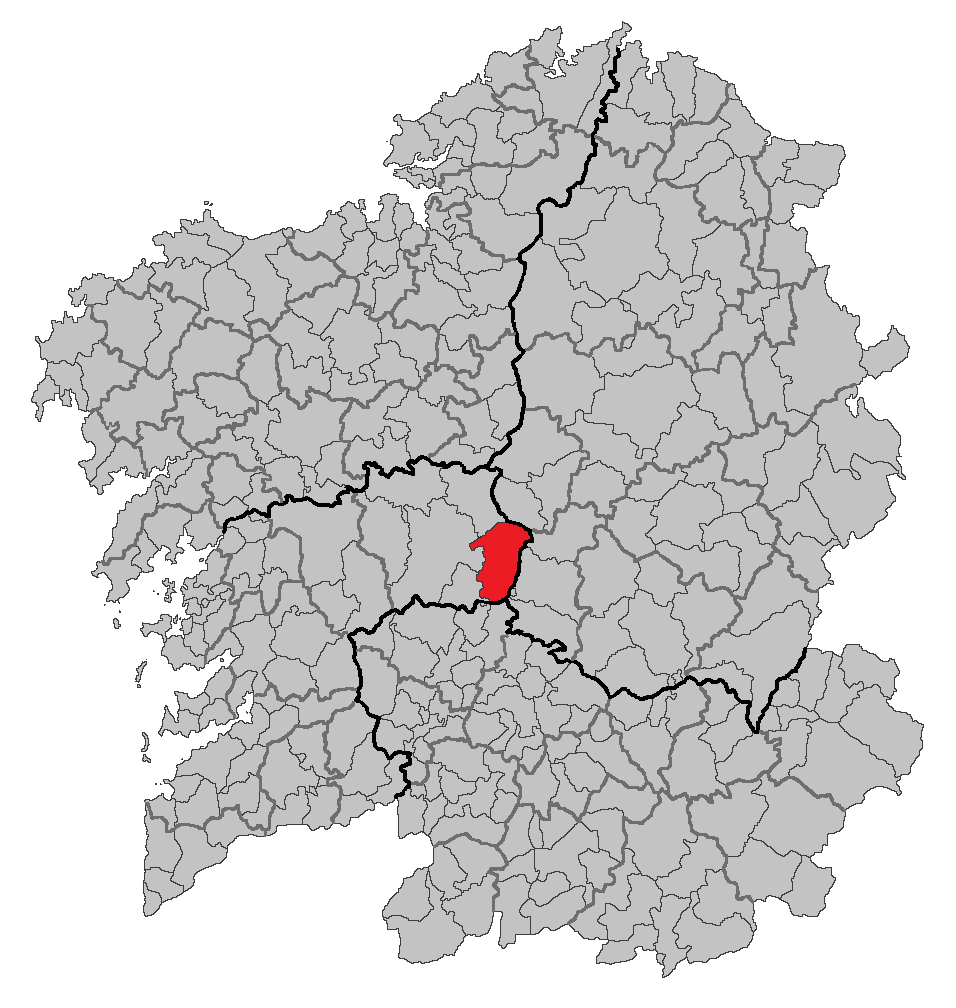
Rodeiro, Pontevedra, Galizia

Rodeiro è un comune spagnolo di 4 229 abitanti situato nella comunità autonoma della Galizia.
Si tratta di un municipio rurale formato da venti parrocchie (parroquias): Álceme (Santa María), Arnego (Santiago), Camba (San Xoán), Carboentes (Santo Estevo), Fafián (Santiago), Guillar (Santa María), Negrelos (San Cibrao), Pedroso (San Xiao), A Portela (San Cristovo), Río (Santa María), Riobó (San Miguel), Rodeiro (San Vicente), O Salto (Santo Estevo), Melide (Santo Estevo) San Cristovo do Az (San Cristovo), San Martiño de Asperelo (San Martiño), San Paio de Senra (San Paio), San Salvador de Camba (San Salvador), Santa Baia de Camba (Santa Baia), Santa Mariña de Pescoso (Santa Mariña) y Vilela (Santa María).